# Rusalka (opera)
Rusalka je opera v treh dejanjih Antonina Dvoraka. Libreto je po motivih zgodb Božene Nemcove in Karla Erbena spisal Jaroslav Kvapil. Krstna predstava opere je bila v Pragi 31. marca 1901. Dirigent predstave je bil Karel Kovařovic, v glavni sopranski vlogi je nastopila Růžena Maturová. 
Najbolj znan odlomek iz opere je arija Rusalke o mesecu iz prvega dejanja (češ. "Měsíčku na nebi hlubokém").
Dvorak je opero pisal približno sedem mesecev (od aprila do novembra 1900) v svoji letni rezidenci Vysoka pri Pržibramu. Navdih za pisanje lirične pravljice o vodni nimfi - rusalki je dobival v bližnjem gozdnem jezeru, obkroženem s starodavnimi drevesi in z zelenimi jasami. Glasba je polna bogatih barv in melodičnih fantazij ter instrumentalnih mojstrovin, ki odslikavajo igro valov in odsev meseca na površini jezera. Je pravljica o nesmiselni ljubezni med človekom princem in rusalko, konec pa je namesto s harmonično potešitvijo poveličan s smrtjo.
Na Slovenskem je Rusalka poleg Smetanove Prodane neveste največkrat izvajana češka opera. Prva izvedba v ljubljanski Operi 4. februarja 1908 je hkrati tudi prva izvedba opere izven čeških meja. Opera je bila po tem letu v Ljubljani uprizorjena še 13-krat, nazadnje januarja in februarja 2011.

## Vloge
- Princ - tenor
- Kneginja - sopran
- Rusalka - sopran
- Povodni mož - bas
- Ježibaba - alt
- Gozdar - bariton
- Lovec - bariton
- Kuharček - sopran
- Prva gozdna vila - sopran
- Druga gozdna vila - sopran
- Tretja gozdna vila - mezzosopran
- vodne in gozdne nimfe, gosti, služabnice in služabniki, lovci, nosači, natakarji

## Vsebina

### Prvo dejanje
Gozdno jezero.
Princ se med lovom na belo košuto znajde ob jezeru. Zaplava v njem, zato vznemiri gozdne vile. Po njegovem odhodu v grad se lahko spet nemoteno začnejo zabavati. Rade namreč dražijo povodnega moža, ki prebiva v jezeru.
Rusalka, ena od hčera povodnega moža, bi se rada pogovorila z očetom. Ker se je zaljubila v človeka - smrtnika, si želi postati ženska s telesom in dušo. Oče jo svari pred tako željo, a ker ne odneha, ji pove, da ji pomaga lahko le Ježibaba.
Ta prisluhne Rusalkini želji, a jo opozori, da če jo princ ne bo ljubil, lahko postane izobčenka tako med ljudmi kot med nimfami in vilami. Obsojena bo na večno pogubljenje in preklet bo tudi njen ljubimec.
Rusalka ne dvomi v iskerno ljubezen, zato Ježibaba pripravi čudežni napoj, ki Rusalko spremeni v žensko.
Princ je spet na lovu za belo košuto, ko ob jezeru zagleda spečo lepotico. Očaran nad lepoto jo objame in prosi, naj ga ljubi. Rusalka mu ob krikih očeta in sester vrne ljubezen.

### Drugo dejanje
Prinčev grad.
Grad je v pričakovanju poročnega slavja. Vanj vstopi gozdar, utrujen od dolgega lova. Kuharček mu pove, da se je princ odločil poročiti z neko deklico, ki jo je pripeljal z lova. Govori pa se, da je neka čarodejka, ki je princa le uročila, saj z nikomer ne spregovori niti besede.
Princ vsakokrat, ko želi objeti in poljubiti Rusalko, začuti njen trepet. Izmikanje razume kot njeno brezčutnost. Kneginja, ji ju opazuje, sklene, da bo sama skušala potolažiti princa. Ta ji je bil že od nekdaj všeč.
Ker princu trenutno bolj ugaja družba kneginje, ga Rusalka z očmi moleduje in roti, naj je ne zapusti. Ta ji odvrne le, naj se gre pripravit za poroko.
Dogajanje opazuje povodni mož. Rusalka mu potoži svojo bolečino. Spoznala je, da nikoli ne bo občutila strasti, pač pa le bol. Roti ga, naj jo reši.
Vtem je princ poljubil kneginjo. Rusalka se zlomi, povodni mož pa prekolne princa. Ta se prestrašen obrne h kneginji, sama pa ga zaradi njegovega nestanovitnega srca gladko zavrne.

### Tretje dejanje
Okolica gozdnega jezera.
Razočarana Rusalka si želi umreti. Ponovno prosi Ježibabo, naj ji pomaga. Ta ji postavi pogoj - preliti mora kri tistega, ki ga je ljubila. Zato ji poda bodalo, s katerim mora ubiti princa. Rusalka nož raje vrže v jezero kot da bi škodovala princu.
Sestre posvarijo Rusalko, da je tako vdana v večno trpljenje na dnu jezera, v katerega bo s svetlikanjem vabila ljudi, ki se bodo tam utopili. Rusalka tako izgine v hladni jezerski vodi.
Princ je sedaj, ko je ostal sam, žalosten. Zato se gozdar in kuharček odpravita v gozd po pomoč. Prepričana sta, tako kot vsi na gradu, da je uročen od demonskega dekleta, ki ga je pred poročnim obredom zapustilo. Ježibabo prosita pomoči. Povodni mož, ki posluša obtožbe na račun svoje hčere, jezen napove maščevanje vsemu človeštvu. To je namreč oskrunilo njihov spokojni mistični svet.
Princ se odpravi v gozd in išče jezero, pred katerim je ugledal prelepo deklico. Ko ga najde, jo kliče in prosi odpuščanja. Rusalka se dvigne iz globine in mu pove, da je sedaj vse zamujeno. Če bi ga poljubila, bi takoj umrl. Sam si kljub vsemu želi njenega objema in poljuba. Rusalka se prošnji ne more upreti, zato se poljubita s strastjo, po kateri sta oba hrepenela že toliko časa. Princ mirno izdihne v njenem naročju.

## Glasbeni primer
- Arija Rusalke o mesecu v izvedbi Anne Netrebko